# オールド・クリスティアンス・クルブ
オールド・クリスティアンス・クルブ（西: Old Christians Club）は、ウルグアイのモンテビデオを拠点とするスポーツクラブ。ラグビーチームが特に有名である。

## 概要
1962年、モンテビデオの名門カトリック学校であるステラ・マリス・カレッジ（Colegio Stella Maris）の卒業生によってクラブ創設。
ラグビーチームは国内有数の強豪で、カラスコ・ポロ、オールド・ボーイスと共に3強を形成している。クラブ創設からわずか6年後の1968年にはカンペオナート・ウルグアージョ（国内リーグ）で初優勝を果たした。1970年代から80年代にかけてはウルグアイで最も有力なラグビーチームで、1976年-1980年に5連覇、1984年-1989年には6連覇を達成している。
1972年に発生したウルグアイ空軍機571便遭難事故によって多くの選手が犠牲になったことでも知られる。

## タイトル
- カンペオナート・ウルグアージョ
  - 優勝 20回（1968[注 1], 1970, 1973[注 1], 1976, 1977, 1978, 1979, 1980, 1982, 1984, 1985, 1986, 1987, 1988, 1989, 2007, 2015, 2016, 2017, 2019）